# جیبرلین
جیبرلین ها (Gibberellin) گروهی از هورمون‌های گیاهی هستند که به‌خصوص در رشد گیاهان موثرند.

## تاریخچه
جیبرلین‌ها ابتدا در سال ۱۹۳۸ هنگام مطالعه نوعی قارچ برنج بنام ژیبرلا فوجیکوری از گروه آسکومیستها (کیسه دار) کشف شدند. ماده متبلوری از عصاره بدون قارچ محیط کشتی که این قارچ در آن رشد کرده بوده کشف شد که اثر این قارچ بر گیاهان آلوده را داشت. این محلول جیبرلین نامیده شد. نواحی عمده ساخته شدن جیبرلین در گیاهان برگهای مریستمی، نوک ریشه، بذرهای در حال رشد می‌باشد و انتقال این هورمون در گیاهان کاملاً به‌طور آزاد و هم در آوند آبکش و هم در آوند چوبی روی می‌دهد. جیبرلین‌ها گروه مشخصی از هورمون‌های گیاهی هستند که بسیار به هم شبیهند. اسید جیبرلیک (GA) یکی از بهترین و معروفترین ترکیبات این گروه می‌باشد.

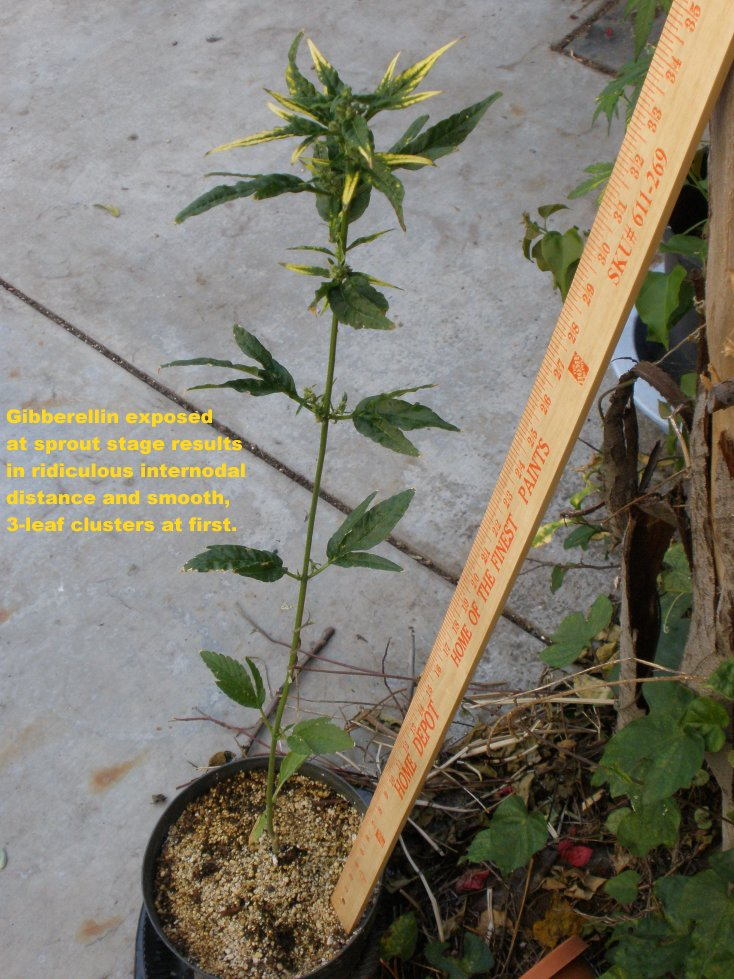
Effect of gibberellic acid on cannabis sprout

## نقش جیبرلین در گیاه
۱- طویل شدن سلولها: جیبرلین‌ها همانند اکسین در طویل شدن اندامهای گیاهی نقش بازی می‌کنند.
۲- اثر روی گل دادن: برخی از جالبترین اثرات جیبرلین‌ها روی گل دادن گیاهان است به‌طوری که همانند اکسین‌ها در گیاهان روز بلند باعث تولید گل و از طرفی در روی گیاهان روز کوتاه باعث توقف گلدهی می‌شود.
۳- طویل شده و تشکیل ریشه‌ها: برخی جیبرلین‌ها با غلظت مناسب لااقل در بعضی گونه‌ها به طویل شدن ریشه کمک می‌کنند و از طرفی دیگر برخی جیبرلین‌ها از تشکیل ریشه روی قلمه‌ها جلوگیری می‌کند که علت آن خنثی کردن اثر اکسین‌ها است.
۴- رشد برگ: با توجه به اینکه طول موج‌های کوتاه ناحیه قرمز در ایجاد رشد برگ موثرترین است این هورمون می‌تواند جایگزین نور قرمز شود.
۵- سبز کردن بذر: بذر انواعی از گیاهان برای اینکه پس از کاشت سبز شود قبلاً لازم است که در معرض نور قرار گیرد؛ نور طیف قرمز از این نظر موثرترین نور است. جیبرلین می‌تواند جایگزین خوبی برای آن باشد و به عبارت دیگر در شکستن دوره خواب بذور، جیبرلین جایگزین نور قرمز می‌شود.
۶- شکستن دوره خواب جوانه: شکستن دوره خواب بعضی از گونه‌های گیاهان چوبی مناطق معتدل تحت کنترل فتوپریود است لذا این هورمون می‌تواند جایگزین خوبی برای فتوپریود به طول کافی باشد.
۷- افزایش طول میان گره‌ها: استفاده از این هورمون در گیاهان می‌تواند منجر به افزایش طول میان گره‌ها شود.

## نگارخانه

جیبرلین (GA1)
جیبرلیک اسید (GA3)
ent-Gibberellane
ent-Kaurene